# حزب دموکرات کردستان سوریه
حزب دموکرات کردستان سوریه (به کردی: Partiya Demokrat a Kurdistanê li Sûriyê)(به عربی: حزب الديمقراطي کوردستان في سوريا) نخستین حزبی ست که کردهای سوریه تأسیس کردند. هم‌اکنون عبدالحکیم بشار رهبری این حزب را به عهده دارد.

## پیشینه
عثمان صبری، عببدالحمید حاجی درویش، دهام میرو، حزاح دیوران و عده‌ای دیگر از سیاستمداران کرد در سال ۱۹۵۷ ک‌دپ‌س را تأسیس کردند. س‌دک‌پ جانشین ک‌دپ‌س است. س‌دک‌پ به خاطر انشعابات متعدد به مقدار زیادی تحلیل رفته و دیگر قدرت سابق را ندارد. س‌دک‌پ مؤسس و نخستین عضو شورای ملی کرد است که عبدالحکیم بشار رئیس آن نیز هست. س‌دک‌پ عضو جنبش میهنی کرد نیز هست. این حزب رابطه نزدیکی با حزب دموکرات کردستان عراق دارد.